# Дієцезія Чеські Будейовиці
48°58′31″ пн. ш. 14°28′33″ сх. д. / 48.975352° пн. ш. 14.475946° сх. д.

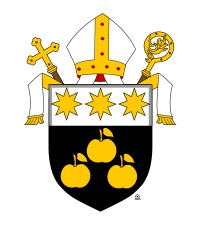
Герб єпархії

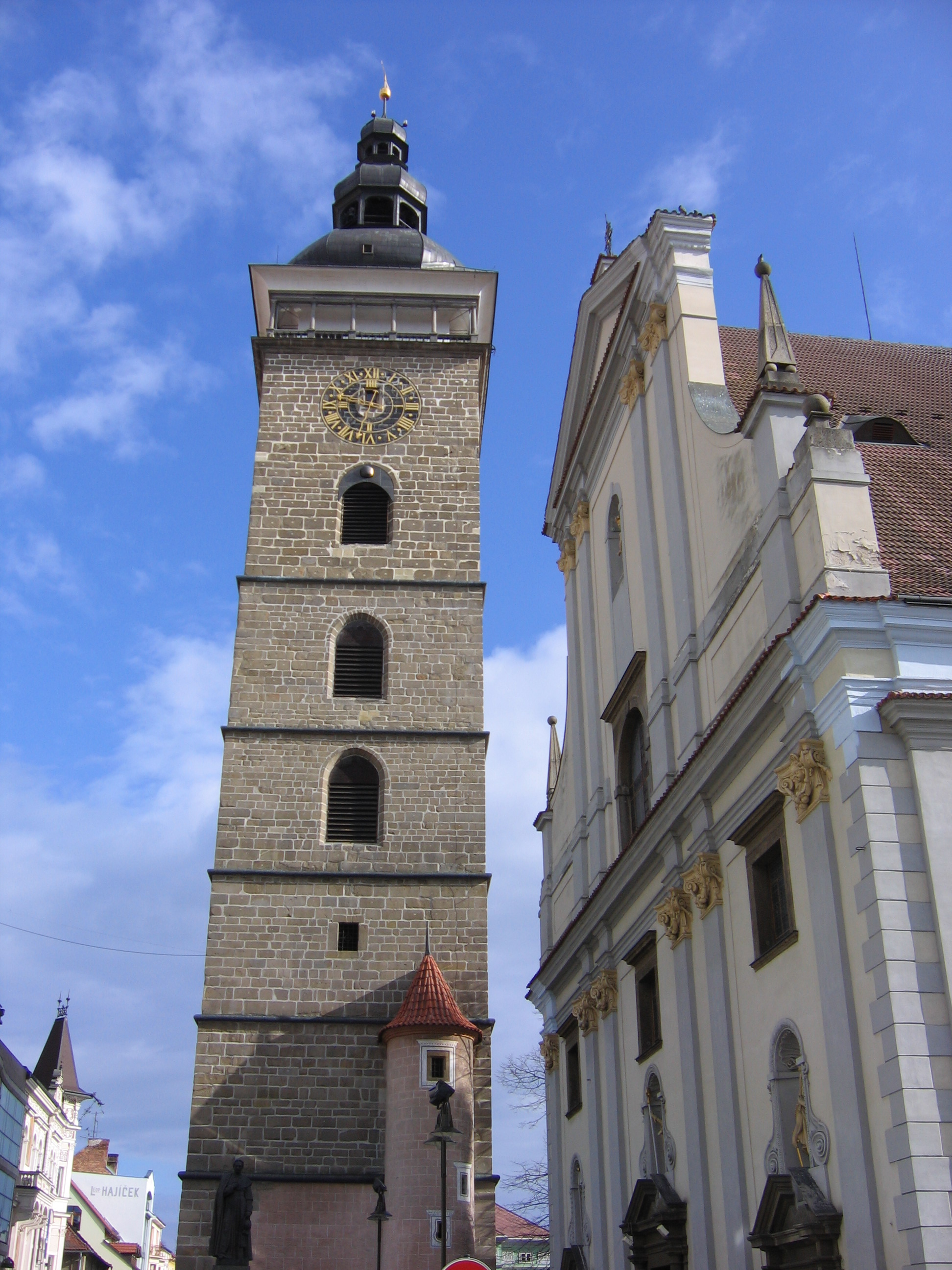
Чорна вежа та св. Миколая

Чесько-Будейовицька дієцезія (лат. Dioecesis Budovicensis, чес. Diecéze českobudějovická) — римсько-католицька чеська дієцезія, розташована в південно-західній частині країни, що охоплює територію південночеської країни. У соборі св. Миколая в Чеських Будейовицях перебуває єпископ.

## Історія
Єпархія була створена буллою папи Пія VI 20 вересня 1785 року на територіях, що раніше належали Празькій архієпархії. Йосип II Габсбург хотів створити окрему єпархію для Південної Чехії. Перший єпископ Ян Прокоп Шаффгоче (1785—1813) у 1803 році відкрив духовну семінарію, в якій викладали чеську мову. Знання цієї мови було умовою отримання хіротонії. Таким чином, єпископ витіснив німецьку культуру та мову з Богемії.
Одним з найвидатніших чеських єпископів був четвертий єпископ Чеських Будейовиць Ян Валеріан Ірсік. Він дбав про свою єпархію і відвідував кожну парафію у своєму єпископаті щонайменше тричі. Він був відомий тим, що пропагував ідею створення школи з чеською мовою. Він створив школу, яка існує і сьогодні, та зараз називається Гімназія Яна Валеріана Ірсіка. Таким чином, він не був підданий німцям Будийовіць. Ця ненависть тривала до Другої світової війни. Однією з перших речей, які зробили німці після захоплення Чеських Будейовиць, було знесення пам'яток єпископу та зміна назви школи, названої на його честь.
Восьмий єпископ, Шимон Барта, був призначений у 1920 році. Це була перша кандидатура єпископа Будейовицького, призначена виключно папою (до того часу він затверджував лише кандидатів, висунутих монархом).
Після смерті священика Барті в 1940 році єпископом чех Антонін Ельцкне був обраний без консультацій з нацистськими властями Це сприйняло різку реакції нацистської влади протекторату Богемії та Моравії, яка хотіла призначити єпископа німецького національності. Врешті-решт Святий Престол відмовився від цього прохання, оскаржуючи право уряду втручатися в церковні призначення, і наголошуючи на принципі, згідно з яким єпископ повинен належати до більшості в єпархії. Однак Антонін Ельцкнер не міг виконувати свої обов'язки, і Святий Престол залишив єпископство вакантним до 1947 року.
25 червня 1947 року Йосипа Хлуха було призначено єпископом Будейовиць. Він прийняв єпархію у жахливому стані, спричинений, з одного боку, знищенням населення нацистами, а з іншого — тодішньою ситуацією після приходу до влади комуністів. Вони крали церковне майно, ліквідували церковну пресу та школи. Священиків ув'язнювали та залякували, зокрема єпископ Йозеф Глоух, був заарештований і перебував в ув'язненні з 1950 — 1963 рр. Після звільнення владою йому було заборонено займатися пастирською діяльністю до 1963 рр. Після його смерті в 1972 році комуністичний режим перешкоджав призначенню нового єпископа до його повалення (наступник Глоуха був призначений лише в 1990 році).
31 травня 1993 р. Частина території єпархії була відокремлена і стала частиною новоствореної єпархії Пільзно.

## Єпископи Чеських Будейовиць
- Звичайний: єпископ Властиміл Крочил
- Єпископ- помічник: єпископ Павло Посад

## Адміністративний поділ
Чесько-Будейовицька єпархія складається з 10 деканатів, які складаються з 354 парафій:
- Деканат Чеські Будейовиці — місто
  - кількість парафій: 5
  - кількість вірних:
  - декан: о. Доктор Зденек Мареш
- Деканат Чеські Будейовиці
  - кількість парафій: 44
  - кількість вірних: 52 273
  - декан: о. Йозеф Столарік, магістр
- Чесько-Крумловський декан
  - кількість парафій: 47
  - кількість віруючих: 16 049
  - декан: о. Вацлав Піча
- Індржихівський градецький декан
  - кількість парафій: 31
  - кількість вірних: 28511
  - декан: о. Вацлав Габарт
- Пельгржимовський деканат
  - кількість парафій: 38
  - кількість віруючих: 30 860
  - декан: о. Яромір Стехлік, магістр
- Деканат Пісек
  - кількість парафій: 29
  - кількість вірних: 23 579
  - декан: о. Карел Врба
- Прахатицький деканат
  - кількість парафій: 37
  - кількість віруючих: 17 067
  - декан: о. Йозеф Слачик, магістр
- Страконицький деканат
  - кількість парафій: 26
  - кількість віруючих: 22 824
  - декан: о. Інж. Віктор Фрідл
- Деканат Сушицький — Непомук
  - кількість парафій: 40 + 21
  - кількість віруючих: 15 078 + 4694
  - декан: о. Мирослав Нікола
- Таборський деканат
  - кількість парафій: 43
  - кількість вірних: 31 049
  - декан: о. Вацлав Гес

## Основні храми
- Св. Миколая в Чеських Будейовицях

## Меценати
- вул. Миколая (. З 270-з 345/352.) — єпископ Мири
- вул. Іоанна Непомука (бл. 1350—1393) — сповідник Софії, дружини чеського короля Вацлава IV

## Виноски
1. 1 2 3 4  Administrativní registr ekonomických subjektů
2. ↑  Міністерство культури Чеської Республіки Register of registered legal entities maintained by the Ministry of Culture
3. ↑  Informacja na stronie diecezji, stan na 12.02.2010 r. Архів оригіналу за 28 квітня 2021. Процитовано 27 квітня 2021.